# Qeqqata
Qeqqata (tiếng Greenland:Qeqqata Kommunia) là một khu tự quản mới được thành lập tại miền tây Greenland, quốc gia cấu thành thuộc vương quốc Đan Mạch, từ ngày 1 tháng 1 năm 2009. Khu tự quản được đặt tên theo vị trí nằm tại phần giữa miền tây của đảo quốc. Its population is 9,677 as of January 2010. Thủ phủ của khu tự quản là Sisimiut (trước đây gọi là Holsteinsborg). Khu tự quản gồm có khu vực chưa được hợp nhất trước đây là Kangerlussuaq, cũng như hai khu tự quản trước đó tại miền tây Greenland là Maniitsoq và Sisimiut.

## Địa lý
Tại phía đông và phía nam, khu tự quản nằm sát với Sermersooq, mặc dù các điểm định cư và giao thương chủ yếu tập trung dọc theo bờ biển. Ở phía bắc, khu tự quản giáp với Qaasuitsup. Vùng nước tại bờ biển phía tây thuộc eo biển Davis, chia tách Greenland với Đảo Baffin. Với diện tích 115.500 km2 (44.594,8 dặm vuông Anh) đây là khu tự quản nhoe thứ hai tại Greenland sau Kujalleq.

## Các điểm định cư
- Atammik
- Itilleq
- Kangaamiut
- Kangerlussuaq (Søndre Strømfjord)
- Maniitsoq (Sukkertoppen)
- Napasoq
- Sarfannguit
- Sisimiut (Holsteinsborg)